# Cryptopsar ischyrhynchus
Cryptopsar ischyrhynchus é uma espécie extinta de estorninho, descrito em 2014 por Julian Hume, com base em subfósseis encontrados na ilha Maurício. O holótipo é uma mandíbula que foi descoberta em 1904, mas estava escondida numa gaveta de museu por mais de cem anos, daí o nome do gênero. A ave parece ter um parentesco mais próximo com o estorninho de Rodrigues (Necropsar rodericanus) do que com o Fregilupus varius de Reunião.